# A bahamai dollár bankjegyei
A bahamai dollár (B$) a Bahama-szigetek, hivatalos nevén a Commonwealth of The Bahamas, Nagy-Britanniával perszonálunióban álló nemzetközösségi monarchia (Commonwealth realm) pénzneme. 1966-ban vezették be a brit font sterlinggel egyenértékű gyarmati bahamai font helyett. Árfolyama az amerikai dollárhoz kötött 1:1 arányban. Jelenleg bahamai dollár bankjegyekből 1/2, 1, 3, 5, 10, 20, 50 és 100 dolláros címletek vannak forgalomban.

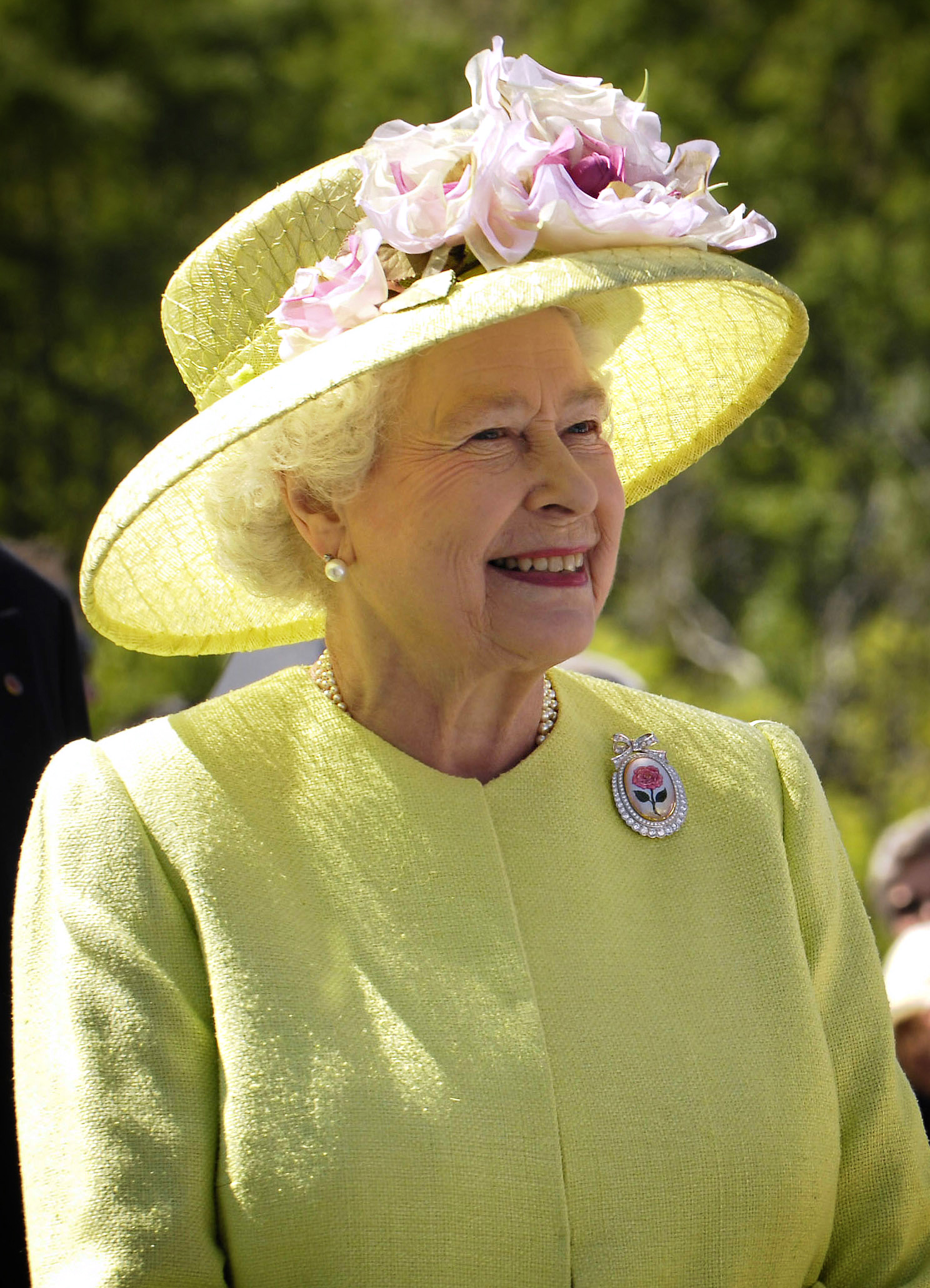
1966 és 1993 között a bahamai dollár valamennyi bankjegyén II. Erzsébet portréja szerepelt fő motívumként, jelenleg a királynő képmása az 1/2, a 3 és a 100 dolláros címleten látható.

## 1965-ös sorozat (Currency Note Act 1965 Issue)

Az 1965-ös és az 1968-as sorozatok bankjegyein a Bahama-szigetek Szent Eduárd koronás gyarmati címere volt látható. Latin jelmondata: Expulsis Piratis – Restituta Commercia, Kalózok kiűzve - Kereskedelem helyreállítva.

Az 1965-ös sorozat képezte a bahamai dollár első sorozatát, ebben 50 centes, 1, 3, először zöld, majd narancssárga színű 5, 10, 20, 50 és 100 dolláros került kibocsátásra a The Bahmas Government, a brit gyarmati kormányzat által, a törvényi hátterét a "Currency Note Act 1965" biztosította. A furcsa névérték - 3 dollár- magyarázata, hogy a Bahama-szigeteken 1966-ig brit font sterlinget használtak, pontosabban brit érméket és helyi, gyarmati bankjegyeket. Mivel ebben az időben a brit és az amerikai valuta között kötött árfolyam állt fenn, 1 font sterling egyenlő volt 2.8 amerikai dollárral, a pénzcsere lakosság számára való megkönnyítése érdekében bocsátottak ki 3 dolláros címleteket, melyek kerekítve 1 angol fontot értek akkor. Valamennyi címlet előoldalán, balra II. Erzsébet Dorothy Wilding 1954-es fényképe alapján készült portréja látható. A királynő IV. György házi koronáját (State Diadem) és a Hyderabad-i nizámtól Fülöp herceggel kötött házassága alkalmából ajándékba kapott gyémántnyakláncot viseli. A bankjegyek hátoldalának igazi különlegessége, hogy az azokon a gyarmati címer mellett látható bahamai jelenetek rendkívül gazdagon, valós színeikkel lettek ábrázolva. Az 50 centesen piaci jelenet, az 1 dollároson halak és tengeri élővilág, a 3 dollároson strand, az 5 dollároson a helyi parlament épülete, a 10 dollároson rózsaszín flamingók, a 20-ason lovaskocsi, az 50 dollároson kikötő és piac, a 100-ason pedig egy kék marlin, azaz kardhal látható. Az 5 dolláros első változatának előoldala világoszöld árnyalatban készült, de mivel így könnyen összetéveszthető volt a sötétebb zöld 1 dolláros címlettel, ezért második kiadásának színét narancssárgára változtatták. Az 50 centes, a 3 dolláros és a zöld színű 5 dolláros egyetlen, a többi címlet kettő aláírás változattal készült.  Méretük egységesen 156 X 67 mm, tehát hasonló az amerikai dolláréhoz. A biztonsági elemeket a metszetmélynyomtatás (intaglio technika), a többszínű, polychrom nyomtatás, a fémszál és az egységesen egy tengeri csigaházat ábrázoló vízjel jelentették. A sorozatot, ahogy ennek 1968-as és 1974-es módosított változatait is a neves brit cég, a Thomas de La Rue (De La Rue plc), a világ egyik legnagyobb bankjegygyártója nyomtatta.

## 1968-as sorozat (Monetary Authority Act 1968 Issue)
Az 1968-as sorozatot a "Monetary Authority Act 1968" alapján került kiadásra, 50 cent, 1, 3, 5, 10, 20, 50, 100 dollár névértékben. Az 1965-ös típusoktól csak a kibocsátó nevében, Bahamas Monetary Authority különbözött, minden címlet csak egyetlen aláírás változatban készült.

## 1974-es sorozat (Central Bank Act 1974 Issue)
Az 1974-es sorozat a Bahamák 1974-es függetlenné válása után a "Central Bank Act 1974" alapján került kiadásra, az 1965-ös és 1968-as típusoktól az új kibocsátóban, The Central Bank of The Bahamas, s abban különbözött, hogy a gyarmati címert a hátoldalon az új, jelenleg is használt bahamai címer váltotta. Csak 1, 5, 10, 20, 50, 100 dolláros címletekből állt, 50 centest és 3 dollárost nem nyomtattak. A bahamai jegybank kormányzóinak két hitelesítő aláírás változatában került forgalomba: T.B. Donaldson és W.C Allan.

Az 1974-es sorozattól kezdődően a bankjegyeken már az ország 1971-ben bevezetett címere látható.

## 1984-es sorozat (Central Bank Act 1974 - 2nd Issue) két vízszintes sorozatszám
Az 1984-ben forgalomba került teljesen új elrendezésű sorozat szintén az 1974-es törvény alapján lett kibocsátva. 50 centes, 1, 3, 5, 10, 20, 50 és 100 dolláros bankjegyekből állt. Valamennyi címletének előoldalán, jobbra II. Erzsébet királynő 1977-es ezüstjubileumi, Peter Grugeon fényképezte portréja került. A hátoldalakon az 50 centes esetében egy valós személy, Sarah nővér  látható a nassaui piacon. Az 1 dolláros hátoldalán a Royal Bahamas Police Force rendőrzenekara, a 3 dollárosén vitorlás regatta, az 5 dollároson junkanoo karneváli táncosok, a 10 dollárosén Hope Town Abaco szigetén, a 20 dollároson a nassaui kikötő, az 50-esen a jegybank székháza, a 100 dollárosén pedig egy kék marlin kardhal látható. A bahamai bankjegyek közül elsőként ezt a sorozatot látták el  UV-fényben fluoreszkáló elemekkel és mikroírással is. A vízjelben egységesen egy spanyol galleon hajó látható, vitorláin kereszttel. Két vízszintes sorozatszámmal nyomtatta őket a brit Thomas de La Rue cég Londonban. Két hitelesítő aláírás változatuk létezik: W.C. Allan és F.H. Smith, kivéve az 50 centest és a 3 dollárost, melyeknek csak egy (W.C. Allan). A típusból mára már csak a 3 dolláros fordul elő a mindennapi forgalomban.

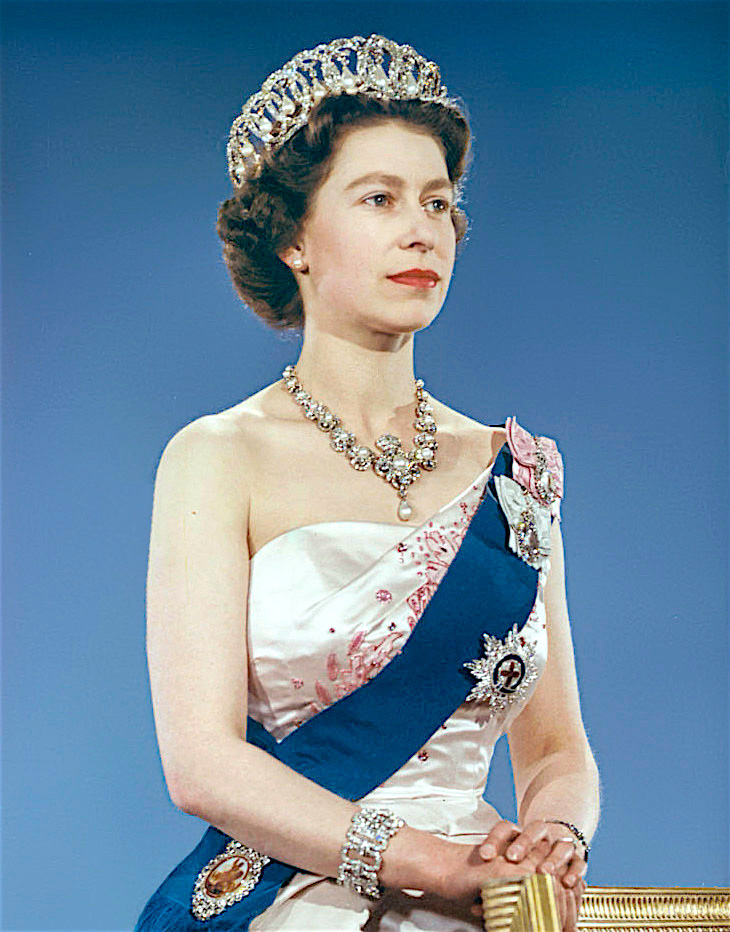
II. Erzsébet 1959-es portréja, egy ehhez hasonló képmás szerepelt az 1984-es és az 1992-es bahamai dollár sorozatok bankjegyein (Central Bank Act 1974 - 2nd Issue, Central Bank Act 1974 - 3rd Issue) és a 2002-es 1 dollároson (Central Bank Act 2000 - Emergency Issue).

## 1992-es Kolumbusz Kristóf emlék 1 dolláros
1992-ben a The Central Bank of The Bahamas Amerika felfedezésének ötszázadik évfordulója alkalmából egy Kolumbusz Kristóf portréjával nyomtatott emlék 1 dollárost bocsátott ki. A címletet a Canadian Bank Note Company nyomtatta. Ez volt az első bahamai papírpénz az 1930-as évek óta, amelyen nem az éppen regnáló brit uralkodó szerepelt.

## 1992-1995-ös sorozat  (Central Bank Act 1974 - 3rd Issue) egy vízszintes és egy függőleges sorozatszám
1992-ben a jegybank az 1984-es sorozathoz képest módosított 1, 10, 50 és 100 dollárost hozott forgalomba, melyek jobb oldali sorozatszáma az addigi vízszintes helyett függőleges helyzetben lett nyomtatva. Még az 1992-es 1 dollárosokat  a brit Thomas de La Rue mellett részben a kanadai British American Bank Note Company is nyomtatta, addig a 10 dollárosok kizárólag Kanadában készültek. Az 1992-es 50 és 100 dolláros a sorozatszám mellett abban is különbözött az 1984-es változattól, hogy színesebbek lettek, az 1984-es 50-es barna és a 100-as kék színe helyett az új változatok barna-vörös, illetve kék-piros árnyalatokkal gazdagodtak, valamint jobb és bal oldalukon ofszet alapnyomatot kaptak.
Még az 1, 10, 50 és 100 dollárosokon maradt II. Erzsébet 1977-es portréja, addig az 1993-ban bevezetett, két, egymástól eltérő nassaui kikötős hátoldallal is nyomtatott új 20 dollárosra a liberális Sir Milo S. Butler (1906-1979), a királynőt képviselő első bahamai főkormányzó, az 1995-ös 5 dollárosra pedig Sir Cecil Wallace-Whitfield (1930-1990) konzervatív politikus képmása került. Az uralkodói portrék háttérbe szorulására a bahamai bankjegyeken az önálló nemzeti identitás megerősödésében kereshető a válasz. Ugyanakkor az, hogy más nemzetközösségi monarchiákhoz, mint például Kanada, Ausztrália, Új-Zéland hasonlóan a címletek egy részén továbbra is II. Erzsébet szerepel, a királyság intézménye és a királynő személye iránti elkötelezettség jele.

## 1996-os sorozat (Central Bank Act 1974 - 4th Issue)
Az 1996-os sorozat elsőként jelölte a bahamai dollár bankjegyek közül a törvényi dátum mellett a sorozat kibocsátásának idejét is ("SERIES 1996"). 1, 10, 50 és 100 dolláros címletekből állt. a tematika változatlan maradt az 1984-es és 1992-es sorozatokhoz képest. A legszembetűnőbb változást a 10 dolláros színének világoskékről világoszöldre cserélése mellett II. Erzsébet Terry O'Neill 1992-ben készült idős királynőt ábrázoló portréfotójának használata jelentette. Ez az uralkodói képmás két eltérő típusban került a bankjegyekre. A Kanadában, a British American Bank Note Company által nyomtatott 1996-os 1 és 100 dollárosok királynője komolyabb arckifejezésű, még a brit Thomas de La Rue Erzsébete a 10 és az 50 dollároson sokkal mosolygósabbra sikerült. A hátoldal tematikája nem változott.

## 1997-2001 sorozat (Central Bank Act 1974 - 5th Issue)
Ebben a sorozatban az 1995-ös típussal megegyező 1997-es sorozatú és 2001-es, bújtatott fémszálas 5 dolláros  Sir Stafford Lofthouse Sands néhai brit gyarmati pénzügyminisztert, a bahamai turizmus és a bahamai dollár atyját ábrázoló, a jobb alsó sarkában fémeskék színű biztonsági elemmel és bújtatott fémszállal kiegészített 2000-es 10 dolláros, 1997-es jobb alsó sarkában aranyszínű "Sand Dollar" kagylóhéjat és 2000-es, bújtatott fémszálas, a kagylóhéj helyett kör alakú aranyfóliás 20 dollárosok Sir Roland Theodore Symonette (1898-1980), az első bahamai brit gyarmati miniszterelnök portréjával ellátott 50 dolláros, valamint II. Erzsébet portrés, hologramos 100 dolláros került forgalomba. A hátoldali tematika nem változott.Valamennyi címlet a brit Thomas de La Rue cégnél készült, Londonban.

## 2001-es sorozat (Central Bank Act 2000 Issue)
A 2001-es sorozatban idős, O'Neill féle II. Erzsébet portrés 50 centes és Sir Lynden Oscar Pindling (1930-2000), az utolsó brit gyarmati és az első, a Bahamák függetlensége utáni miniszterelnök képével kibocsátott 1 dolláros került forgalomba. Mindkét címletet a Thomas de La Rue nyomtatta.

## 2002-es szükség 1 dolláros (Central Bank Act 2000 - Emergency Issue)
2002-ben, miután szerző jogi problémák merültek fel a 2001-es 1 dolláros Sir Lynden Oscar Pindling-et ábrázoló portréjával kapcsolatban, a bahamai jegybank kénytelen volt átmeneti szükségmegoldásként hatmillió darab 1984-es típusú, fiatal II. Erzsébet portrés, de 2002-es évszámmal és plusz védelemként bújtatott fémszállal ellátott 1 dolláros legyártását megrendelni a De La Rue cégtől.

## CRISP sorozat 2005-2015 (Central Bank Act 2000 - CRISP Issue)
A The Central Bank of The Bahamas 2005-ben kezdte meg az új, CRISP (Counterfeit Resistance Integrated Security Product), "hamisításnak ellenálló, integrált biztonsági termék" sorozatú, korszerűsített bankjegyeinek forgalomba hozatalát 1, 5, 10, 20, 50 és 100 dollár névértékben. Elsőként a 10 dolláros debütált, amire visszakerült II. Erzsébet O'Neill féle portréja, mivel Stafford Sands személyével kapcsolatban a rasszizmus vádja merült fel, így a liberális kormánypárt, a Progressive Liberal Party eltávolíttatta a tízesről. 2008-ban az 1 dolláros, 2007-ben az 5 dolláros, 2006-ban a 20 és az 50 dolláros, 2009-ben pedig a 100 dolláros került forgalomba. Egyedül a II. Erzsébet portrés 100-as van ellátva hologrammal. Érdekesség, hogy 2010-ben Stafford Sands képe ismét visszakerült a 10 dollárosra, az akkor hatalmon lévő konzervatív Free National Movement kormány döntése nyomán. A CRISP címletsor esetében a hátoldal tematikája nem változott a korábbi sorozatokhoz képest. A 2008-as 1, a 2006-os 20 és a 2006-os 50 dollárost a francia Oberthur cég, a 2015-ös 1, a 2007 és 2013-as 5 dollárost, a 2005-ös és 2009-es 10 és 2009-es 100 dollárosokat a brit De La Rue, még a 2010-es 20 és a 2012-es 50 dollárost a német Giesecke & Devrient vállalat nyomtatta a bahamai jegybank megbízásából.

### A CRISP sorozat biztonsági elemei
A CRISP sorozat bankjegyei hagyományos és a legújabb high tech biztonsági elemekkel, úgy mint: metszetmélynyomtatással (intaglio technika), többszínnyomással, "electrotype" vízjellel, kétféle rejtett képpel, bújtatott, színváltó fémszállal, egy vékonyabb, a papír belsejében futó fémszállal, mikroírással, irizáló nyomattal, illeszkedő jelzéssel, UV-fényben fluoreszkáló ábrákkal és jelzőrostokkal, váltakozó méretű sorozatszámokkal, "labyrinth anticopy" ofszet alapnyomattal, fémhatású festékkel, fémhatású fóliával (kivéve a 100 dollárost), OVI ábrával (csak a 20 és az 50 dolláros), hologrammal (csak a 100 dolláros) vannak ellátva a pénzhamisítás elleni lehető leghatásosabb védelem érdekében.
| Névérték   | Méret       | Szín                      | Előoldal                                                 | Hátoldal                                        | Szériák    |
| ---------- | ----------- | ------------------------- | -------------------------------------------------------- | ----------------------------------------------- | ---------- |
| 1 dollár   | 156 x 67 mm | zöld és többszínű         | Sir Lynden O. Pindling                                   | a Királyi Bahamai Rendőrség zenekara            | 2008, 2015 |
| 5 dollár   | 156 x 67 mm | barna és többszínű        | Sir Cecil Wallace-Whitfield                              | karneváli jelenet                               | 2007, 2013 |
| 10 dollár  | 156 x 67 mm | kék és többszínű          | II. Erzsébet (2005), Sir Stafford Lofthouse Sands (2009) | Hope városa Abaco szigetén                      | 2005, 2009 |
| 20 dollár  | 156 x 67 mm | vörös és többszínű        | Sir Milo B. Butler                                       | Nassau-i öböl                                   | 2006, 2010 |
| 50 dollár  | 156 x 67 mm | narancssárga és többszínű | Sir Roland T. Symonette                                  | a Central Bank of the Bahamas épülete Nassauban | 2006, 2012 |
| 100 dollár | 156 x 67 mm | lila és többszínű         | II. Erzsébet                                             | kék marlin (kardhal)                            | 2009       |

## CRISP Evolution sorozat 2016-2019 (Central Bank Act 2000 - CRISP Evolution Issue)
2016. szeptember 28. napján új típusú 10 dolláros, a CRISP Evolution széria első bankjegye került forgalomba. A fő motívumok: Sir Stafford Lofthouse Sands portréja, és Yellow Elder virág az előoldalon, a Hope Town világítótorony Abaco szigetén és flamingók a hátoldalon. Biztonsági elemek: vízjel, De La Rue's Active típusú bújtatott fémszál, SPARK pillangó, metszetmélynyomtatás, többszínű ofszet alapnyomat, UV fényben fluoreszkáló ábrák. A címletet a brit De La Rue cég nyomtatja a bahamai jegybank számára.
A későbbiekben hozzák forgalomba az új 50 és 100 dolláros bankjegyeket, amelyek durasafe, azaz papír-polimer-papír alapanyagra lesz nyomtatva. A bankjegyeket a Landqart AG állítja elő. Ugyanakkor más források szerint az új 50 és 100 dollárosok a kanadai Canadian Banknote Company nyomdájában készülnek majd, a Crane cég Crane’s Rapid típusú motion fémszálával ellátva. Az új 5 dollárosokat állítólag a Louisenthal papír-polimer Louisenthal’s Hybrid anyagára nyomtatják. Az új 20 dolláros kibocsátásával egy időben bejelentették, hogy már megkezdődött az új CRISP Evolution 1/2 és 3 dolláros címletek nyomtatása is. A jegybank bejelentette, hogy 2019. január 24. napjától megkezdte az új 1/2 dolláros bankjegyek kibocsátását, a címlet előoldalán II. Erzsébet O'Neill féle idős portréja, a hátoldalon pedig változatlanul Sarah nővér ábrázolása látható fő motívumként. 2019. március 21-én a bahamai jegybank közleményben tudatta, hogy 2019. március 28-tól megkezdi az új 3 dollárpos bankjegy kibocsátását, melynek előoldalán II. Erzsébet O'Neill féle idős portréja, a hátoldalon vitorlás regatta lesz látható.
| Névérték   | Méret       | Szín                        | Leírás                       | Leírás                                       | Dátumok   | Dátumok              | Dátumok     |
| Névérték   | Méret       | Szín                        | Előoldal                     | Hátoldal                                     | Nyomtatás | Kibocsátás           | Státusz     |
| ---------- | ----------- | --------------------------- | ---------------------------- | -------------------------------------------- | --------- | -------------------- | ----------- |
| 1/2 dollár | 156 x 67 mm | szürke és többszínű         | II. Erzsébet                 | Sarah nővér a nassaui piacon                 | 2019      | 2019. január 24.     | forgalomban |
| 1 dollár   | 156 x 67 mm | zöld és többszínű           | Sir Lynden O. Pindling       | Királyi Bahamai Rendőrség zenekara           | 2017      | 2017. szeptember 27. | forgalomban |
| 3 dollár   | 156 x 67 mm | karmazsinvörös és többszínű | II. Erzsébet                 | vitorlás regatta                             | 2019      | 2019. március 28.    | forgalomban |
| 10 dollár  | 156 x 67 mm | kék és többszínű            | Sir Stafford Lofthouse Sands | Hope Town világítótornya, két flamingó       | 2016      | 2016. szeptember 26. | forgalomban |
| 20 dollár  | 156 x 67 mm | lila és többszínű           | Sir Milo B. Buttler          | Nassau Port Tower, híd, Nassau-i öböl        | 2018      | 2018. szeptember 27. | forgalomban |
| 50 dollár  | 156 x 67 mm | világoskék és többszínű     | Sir Roland T. Symonette      | Central Bank of the Bahamas épülete, pálmafa | 2019      | 2019. október 3.     | forgalomban |
| 100 dollár | 156 x 67 mm | barna és többszínű          | Sir Arthur Dion Hanna        | kék marlin (kardhal)                         | 2021      | 2021. október 6.     | forgalomban |